# KNVB Beker 1991/92
De 74ste editie van de KNVB Beker kende Feyenoord als winnaar. Het was de achtste keer dat de club de beker in ontvangst nam en de tweede keer op rij. Feyenoord versloeg Roda JC in de finale.

## Eerste ronde
| Datum            | Wedstrijd                    | Uitslag                    | Scoreverloop |
| ---------------- | ---------------------------- | -------------------------- | --- |
| 31 augustus 1991 | ACV – IJsselmeervogels       | 0 – 3 (0 – 1)              | 30' Pieter Veerman 0-1, 67' André van der Beek 0-2, 78' Fred Albergati 0-3 |
| 31 augustus 1991 | ADO '20 – Noordwijk          | 0 – 3 (0 – 2)              | 24' André Hoekstra 0-1, 28' Martin van Kins 0-2, 78' Leonard van Utrecht 0-3 |
| 31 augustus 1991 | GVVV – Spakenburg            | 0 – 2 (0 – 1)              | 18' Gerard van de Pavert (e.d.) 0-1, 81' Ernst Waanders 0-2 |
| 31 augustus 1991 | Rozenburg – Babberich        | 1 – 1 n.v. (1 – 1) (1 – 0) | 30' Danny Kuppen 1-0, 82' John Freriks 1-1 Rozenburg wint na strafschoppen |
| 31 augustus 1991 | Spijkenisse – Katwijk        | 7 – 2 (2 – 1)              | 12' Marco de Ridder 0-1, 25' Ruud van Emmerik 1-1, 45' Kees Vlug 2-1, 50' Ruud van Emmerik 3-1, 67' Marco de Ridder 3-2, 69' Kees Vlug 4-2, 80' Renato Hokke 5-2, 85' Ruud van Emmerik 6-2, 87' Renato Hokke 7-2 |
| 31 augustus 1991 | Vitesse Delft – OJC Rosmalen | 1 – 2 (1 – 1)              | 15' Marco Korthals 0-1, 31' Harry Garnaat 1-1, 74' Toon van Uden 1-2 |
| 1 september 1991 | Aalsmeer – Halsteren         | 1 – 2 (1 – 2)              | 18' van Bergen 1-0, 26' Ronald van Sliedregt 1-1, 34' Ronald van Sliedrecht 1-2 |
| 1 september 1991 | Quick '20 – sc Heerenveen 2  | 2 – 0 (0 – 0)              | 60' Edwin Nieland (p) 1-0, 84' Bas Martron 2-0 |
| 1 september 1991 | Rheden – Hollandia           | 4 – 0 (1 – 0)              | 15' Paul Bremer 1-0, 50' Paul Bremer 2-0, 69' Peter Bosman (pen) 3-0, 75' Jan van Eijck 4-0 |
| 1 september 1991 | Venray – SV Meerssen         | 2 – 3 (0 – 0)              | 52' Noud Janssen (pen) 0-1, 60' Paul de Leeuw 1-1, 64' Roel Coumans 1-2, 65' Peter Philipsen 2-2, 90' Paul de Leeuw 3-2                                                                                          |

## Tweede ronde
De nummer 1 tot en met 11 van de Eredivisie 1990/91 van vorig jaar mochten deze ronde overslaan: PSV, Ajax, FC Groningen, FC Utrecht, Vitesse, FC Twente, RKC, Feyenoord, FC Volendam, Roda JC, Willem II.
| Datum           | Wedstrijd                          | Uitslag                    | Scoreverloop |
| --------------- | ---------------------------------- | -------------------------- | --- |
| 12 oktober 1991 | BVV Den Bosch – SVV/Dordrecht '90  | 4 – 1 (3 – 0)              | 2' Vladimir Laisina 1-0, 12' Jos van Eck 2-0, 31' Raymond Smeets 3-0, 65' Peter Barendse 3-1, 89' Raymond Smeets 4-1                                                      |
| 12 oktober 1991 | Cambuur Leeuwarden – Halsteren     | 2 – 2 n.v. (1 – 1) (1 – 0) | 40' Jack de Gier 1-0, 89' Ronald van Sliedregt (pen) 1-1, 98' Johan van Bijsterveld 1-2, 103' Ulrich Cruden 2-2 Cambuur Leeuwarden wint na strafschoppen                  |
| 12 oktober 1991 | Eindhoven – IJsselmeervogels       | 1 – 0 (1 – 0)              | 30' Bart Jansen 1-0 |
| 12 oktober 1991 | Emmen – Noordwijk                  | 2 – 1 (0 – 1)              | 7' Patrick Scheurwater 0-1, 48' Lee Payne 1-1, 82' Joseph Oosting 2-1 |
| 12 oktober 1991 | Excelsior – OJC Rosmalen           | 4 – 1 (1 – 0)              | 44' Ed Roos 1-0, 52' Michel Devilee 2-0, 67' Patrick Dumee 3-0, 73' Ed Roos 4-0, 86' Marco Korthals 4-1                                                                   |
| 12 oktober 1991 | FC Haarlem – Excelsior Maassluis   | 2 – 0 (1 – 0)              | 34' Piet Keur 1-0, 81' Piet Keur 2-0 |
| 12 oktober 1991 | Helmond Sport – Fortuna Sittard    | 3 – 2 (2 – 1)              | 9' Marco Boogers 0-1, 28' Marcel Boelaars 1-1, 44' Frank Weijers 2-1, 67' John Heijster 3-1, 88' Marco Boogers 3-2                                                        |
| 12 oktober 1991 | MVV – De Graafschap                | 4 – 0 (2 – 0)              | 37' Roberto Lanckohr 1-0, 39' Frane Bućan 2-0, 84' Erik Meijer 3-0, 90' Alloy Agu (pen) 4-0                                                                               |
| 12 oktober 1991 | NAC – De Treffers                  | 6 – 1 (3 – 0)              | 5' John Lammers 1-0, 7' John Lammers 2-0, 15' Ton Cornelissen 3-0, 47' Henry Pelleboer 3-1, 57' John Lammers 4-1, 75' Pierre van Hooijdonk 5-1, 85' Jacques Koumans 6-1   |
| 12 oktober 1991 | N.E.C. – Spijkenisse               | 5 – 0 (2 – 0)              | 5' Carlos van Wanrooy 1-0, 36' Mich d'Avray 2-0, 56' Cees van der Linden 3-0, 82' Mich d'Avray 4-0, 87' Andreas Gliatis 5-0                                               |
| 12 oktober 1991 | RBC – Quick Boys                   | 5 – 1 (0 – 0)              | 48' Fokke Zwart 1-0, 62' Fokke Zwart 2-0, 72' John Mutsaers 3-0, 73' John Mutsaers 4-0, 87' John Mutsaers 5-0, 90' Leen van der Plas 5-1                                  |
| 12 oktober 1991 | Rozenburg – sc Heerenveen          | 0 – 3 (0 – 1)              | 36' Rodion Cămătaru 0-1, 76' Lubbe van Dijk 0-2, 89' Lubbe van Dijk 0-3                                                                                                   |
| 12 oktober 1991 | Telstar – Elinkwijk                | 5 – 0 (2 – 0)              | 21' Erik Regtop 1-0, 36' Jelle Visser 2-0, 66' Ron de Roode 3-0, 76' Jelle Visser 4-0, 80' Ronald Hoop 5-0                                                                |
| 12 oktober 1991 | TOP – Spakenburg                   | 2 – 1 (0 – 1)              | 6' Melrick Beukers 0-1, 62' Peter Wubben 1-1, 85' Peter Wubben 2-1 |
| 12 oktober 1991 | BV Veendam – DOVO                  | 3 – 1 (2 – 0)              | 11' Paolo Assorgia 1-0, 34' Marcel Roode 2-0, 61' Wim Silfhout 2-1, 62' Johan Bolhuis 3-1                                                                                 |
| 12 oktober 1991 | VVV – Quick '20                    | 3 – 0 (2 – 0)              | 6' Maurice Graef 1-0, 28' Maurice Graef 2-0, 65' Harold Derix 3-0 |
| 12 oktober 1991 | FC Wageningen – SC Heracles '74    | 3 – 3 n.v. (2 – 2) (1 – 1) | 43' Dennis Purperhart 0-1, 45' Reza Uitman 1-1, 60' Klaas Vink 2-1, 88' Jan Kilkens 2-2, 82' Folkert Velten 2-3, 102' Reza Uitman 3-3 FC Wageningen wint na strafschoppen |
| 12 oktober 1991 | VCV Zeeland – SV Meerssen          | 2 – 3 n.v. (2 – 2) (0 – 2) | 28' Hans Ploemen 0-1, 44' Roel Coumans 0-2, 56' Huib Meerman 1-2, 88' Daan Eikenhout 2-2, 100' Ivo Dahlmans 2-3                                                           |
| 12 oktober 1991 | FC Zwolle – Rheden                 | 0 – 2 (0 – 0)              | 80' Paul Bremer 0-1, 90' Erik Speelziek 0-2 |
| 13 oktober 1991 | Sparta Rotterdam – Go Ahead Eagles | 4 – 1 (3 – 0)              | 7' Peter Houtman 1-0, 22' Edwin Vurens 2-0, 30' Peter Houtman 3-0, 82' Ron van den Berg 4-0, 86' Mitchell van der Gaag (e.d.) 4-1                                         |
| 27 oktober 1991 | AZ – FC Den Haag                   | 2 – 3 n.v. (2 – 2) (0 – 1) | 15' Frans Danen 0-1, 69' Dennis den Turk (pen) 1-1, 71' Heini Otto 1-2, 90' Gert-Jan Duif 2-2, 114' Marcel Valk 2-3                                                       |

## Derde ronde
| Datum            | Wedstrijd                         | Uitslag                    | Scoreverloop |
| ---------------- | --------------------------------- | -------------------------- | --- |
| 13 november 1991 | Feyenoord – MVV                   | 1 – 0 (0 – 0)              | 63' Stanislav Griga 1-0 |
| 16 november 1991 | Eindhoven – FC Wageningen         | 2 – 2 n.v. (2 – 2) (0 – 1) | 26' Klaas Vink 0-1, 54' Remco van Keeken 0-2, 60' Bart Jansen 1-2, 62' Bart Jansen 2-2 Eindhoven wint na strafschoppen                                        |
| 16 november 1991 | Emmen – Excelsior                 | 1 – 0 (0 – 0)              | 48' Patrick Bosch 1-0 |
| 16 november 1991 | FC Haarlem – N.E.C.               | 4 – 3 (2 – 1)              | 13' Carlos Aalbers 0-1, 28' Cees Baas 1-1, 37' Barry van Galen (pen) 2-1, 49' Cees Lok 2-2, 63' Stanley Brouwer 3-2, 70' Dennis Iliohan 4-2, 85' Cees Lok 4-3 |
| 16 november 1991 | sc Heerenveen – PSV               | 0 – 2 (0 – 2)              | 4' Juul Ellerman 0-1, 29' Juul Ellerman 0-2 |
| 16 november 1991 | RBC – Helmond Sport               | 2 – 0 (2 – 0)              | 6' Cemal Yılmaz 1-0, 41' Erwin Vereijken (e.d.) 2-0 |
| 16 november 1991 | BV Veendam – Vitesse              | 2 – 2 n.v. (2 – 2) (0 – 1) | 20' Hans van Arum 0-1, 59' Willem Brouwer 1-1, 68' Huub Loeffen 1-2, 90' Willem Brouwer 2-2 Vitesse wint na strafschoppen                                     |
| 16 november 1991 | VVV – BVV Den Bosch               | 1 – 1 n.v. (1 – 1) (0 – 0) | 79' Maurice Graef 1-0, 90' Jos van Eck 1-1 VVV wint na strafschoppen                                                                                          |
| 17 november 1991 | FC Groningen – Cambuur Leeuwarden | 3 – 2 (1 – 1)              | 11' Milko Ðurovski 1-0, 23' Michael Mols 1-1, 52' Arnold Bos 2-1, 57' Milko Ðurovski 3-1, 80' Jeffrey Kooistra 3-2                                            |
| 17 november 1991 | SV Meerssen – Roda JC             | 0 – 2 (0 – 2)              | 16' Berthil ter Avest 0-1, 28' Bert Verhagen 0-2 |
| 17 november 1991 | NAC – FC Utrecht                  | 0 – 1 (0 – 1)              | 31' Robert Roest 0-1 |
| 17 november 1991 | Rheden – FC Twente                | 2 – 1 (1 – 0)              | 44' Paul Bremer 1-0, 53' Patrick Baltus 2-0, 63' Youri Mulder 2-1                                                                                             |
| 17 november 1991 | RKC – Telstar                     | 2 – 4 n.v. (2 – 2) (2 – 2) | 2' Ronald Hoop 0-1, 25' André Hoekstra 1-1, 50' Erik Regtop 1-2, 80' Marc van Hintum 2-2, 101' Erik Regtop 2-3, 111' Sander Oostrom 2-4                       |
| 17 november 1991 | FC Volendam – TOP                 | 1 – 1 n.v. (1 – 1) (1 – 1) | 13' John Clayton 1-0, 23' Peter Wubben 1-1 TOP wint na strafschoppen                                                                                          |
| 20 november 1991 | Sparta Rotterdam – Willem II      | 3 – 1 (1 – 0)              | 21' Edwin Vurens 1-0, 78' Michel Valke 2-0, 83' Martin van Geel 2-1, 88' Elden de Getrouwe 3-1                                                                |
| 5 januari 1992   | Ajax – FC Den Haag                | 3 – 1 (2 – 0)              | 26' Sonny Silooy 1-0, 42' Stefan Pettersson 2-0, 66' Danny Blind 3-0, 85' Harry van der Laan 3-1                                                              |

## Vierde ronde
| Datum           | Wedstrijd                  | Uitslag                    | Scoreverloop |
| --------------- | -------------------------- | -------------------------- | --- |
| 4 januari 1992  | Telstar – Eindhoven        | 2 – 2 n.v. (1 – 1) (1 – 0) | 13' Ron de Roode 1-0, 82' Marcel van Helmond 1-1, 99' Marcel van Helmond 1-2, 108' Jelle Visser 2-2 Telstar wint na strafschoppen                                      |
| 5 januari 1992  | RBC – Feyenoord            | 1 – 2 (1 – 1)              | 20' Marian Damaschin 0-1, 23' John van Gastel 1-1, 85' József Kiprich 1-2                                                                                              |
| 5 januari 1992  | Rheden – VVV               | 1 – 1 n.v. (0 – 0)         | 95' Maurice Graef 1-0, 110' Peter Tillmann 1-1 VVV wint na strafschoppen                                                                                               |
| 5 januari 1992  | FC Utrecht – Emmen         | 3 – 0 (1 – 0)              | 36' Johan de Kock 1-0, 62' Włodzimierz Smolarek 2-0, 88' Pieter Bijl 3-0                                                                                               |
| 8 januari 1992  | Roda JC – FC Groningen     | 2 – 1 (1 – 0)              | 39' Michel Boerebach 1-0, 50' Graham Arnold 2-0, 59' Mart van Duren 2-1                                                                                                |
| 22 januari 1992 | TOP – FC Haarlem           | 1 – 6 (0 – 1)              | 28' Lee-Roy Echteld 0-1, 46' Herman van Eekeres 0-2, 47' Piet Keur 0-3, 51' Piet Keur 0-4, 65' Barry van Galen 0-5, 67' Maikel van Orsouw 1-5, 81' Barry van Galen 1-6 |
| 9 februari 1992 | Ajax – PSV                 | 2 – 1 n.v. (1 – 1) (1 – 1) | 20' Stefan Pettersson 1-0, 45' Wim Kieft 1-1, 117' John van Loen 2-1                                                                                                   |
| 9 februari 1992 | Sparta Rotterdam – Vitesse | 2 – 2 n.v. (2 – 2) (1 – 1) | 40' Edwin Vurens 1-0, 45' René Eijer 1-1, 51' Richard Roelofsen 1-2, 89' Dennis de Nooijer 2-2 Sparta Rotterdam wint na strafschoppen                                  |

## Kwartfinales
| Datum            | Wedstrijd              | Uitslag                    | Scoreverloop |
| ---------------- | ---------------------- | -------------------------- | --- |
| 26 februari 1992 | Roda JC – FC Utrecht   | 4 – 1 (1 – 1)              | 13' Pieter Bijl 0-1, 22' Graham Arnold 1-1, 46' Max Huiberts 2-1, 55' Michel Boerebach (pen) 3-1, 78' Max Huiberts 4-1                                   |
| 26 februari 1992 | VVV – Sparta Rotterdam | 2 – 2 n.v. (1 – 1) (1 – 1) | 13' Stefan Venetiaan 1-0, 34' Mitchell van der Gaag 1-1, 107' Pieter van Leenders 2-1, 119' Gérard de Nooijer 2-2 Sparta Rotterdam wint na strafschoppen |
| 1 maart 1992     | Telstar – FC Haarlem   | 4 – 1 (2 – 1)              | 4' Ron de Roode 1-0, 5' Cees Baas 1-1, 45' Roël Liefden 2-1, 57' Sander Oostrom 3-1, 74' Sander Oostrom 4-1                                              |
| 8 maart 1992     | Feyenoord – Ajax       | 1 – 0 (0 – 0)              | 47' Rob Witschge 1-0 |

## Halve finales
| Datum         | Wedstrijd                    | Uitslag                    | Scoreverloop                                                                        |
| ------------- | ---------------------------- | -------------------------- | ----------------------------------------------------------------------------------- |
| 31 maart 1992 | Roda JC – Telstar            | 3 – 0 (0 – 0)              | 60' Michel Boerebach (pen) 1-0, 85' Max Huiberts 2-0, 88' Gène Hanssen 3-0          |
| 8 april 1992  | Feyenoord – Sparta Rotterdam | 1 – 1 n.v. (1 – 1) (1 – 1) | 14' Mitchell van der Gaag 0-1, 43' Rob Witschge 1-1 Feyenoord wint na strafschoppen |

## Finale
|                               |                                                        |               |         |                                                                                       |
| 10 mei 1992 Finale KNVB Beker | Feyenoord                                              | 3 – 0 (2 – 0) | Roda JC | Stadion Feijenoord, Rotterdam Toeschouwers: 48.000 Scheidsrechter: Mario van der Ende |
| 10 mei 1992 Finale KNVB Beker | John de Wolf 28' Gaston Taument 43' József Kiprich 53' |               |         | Stadion Feijenoord, Rotterdam Toeschouwers: 48.000 Scheidsrechter: Mario van der Ende |

| Feyenoord | Roda JC |

| Feyenoord:     |                 |     |
|                |                 |     |
| DM             | Ed de Goey      |     |
| RB             | Henk Fraser     |     |
| CB             | John de Wolf    | 82' |
| CB             | John Metgod     |     |
| LB             | Ruud Heus       |     |
| CM             | Arnold Scholten |     |
| CM             | Peter Bosz      |     |
| CM             | Rob Witschge    | 75' |
| RV             | Gaston Taument  |     |
| SP             | József Kiprich  |     |
| LV             | Regi Blinker    |     |
| Wisselspelers: |                 |     |
| MV             | Ioan Sabău      | 75' |
| VD             | Sjaak Troost    | 82' |
| Trainer:       |                 |     |
| Wim Jansen     |                 |     |

| Roda JC:       |                   |     |
|                |                   |     |
| DM             | Henryk Bolesta    |     |
| RB             | Ger Senden        |     |
| CB             | Mark Luijpers     |     |
| CB             | Bert Verhagen     |     |
| LB             | Eugène Hanssen    |     |
| CM             | Michel Broeders   |     |
| CM             | Michel Boerebach  |     |
| CM             | Berthil ter Avest |     |
| RV             | René Hofman       |     |
| SP             | Graham Arnold     | 46' |
| LV             | Max Huiberts      |     |
| Wisselspelers: |                   |     |
| AV             | Stefan Jansen     | 46' |
| Trainer:       |                   |     |
| Adrie Koster   |                   |     |

| KNVB Beker 1991/92      |
| ----------------------- |
| Feyenoord Achtste titel |